# 1346 Gotha
1346 Gotha је астероид главног астероидног појаса чија средња удаљеност од Сунца износи 2,628 астрономских јединица (АЈ).
Апсолутна магнитуда астероида је 11,25 а геометријски албедо 0,043.